# Deutz D 6806
Der Deutz D 6806 ist ein Traktor der Klöckner-Humboldt-Deutz AG aus der Deutz D-06-Reihe, der von 1974 bis 1981 in den Deutz-Werken in Köln produziert wurde und das Deutz-Modell D 6006 ersetzte. Der in rahmenloser Blockbauweise konzipierte D 6806 wurde zusätzlich zur Standardversion auch als Allradversion angeboten. Bei einer Länge von 3710 mm und einer Breite von 1960 mm betrug das Leergewicht des Schleppers bei der normalen Version rund 2780 kg und bei der Allradversion 3130 kg.
Der Motor verfügte über 4 Zylinder und einen Hubraum von 3.768 cm³. Das eingebaute Getriebe vom Typ TW 55.4 besaß 12 Vorwärts- und 4 Rückwärtsgänge. Ab 1978 wurde das Getriebe TW 56.10 verbaut. Beim verbauten Motor vom Typ F4L912 handelte es sich um einen luftgekühlten Vierzylinder-Direkteinspritzer mit Massenausgleich, Axialgebläse und Trockenluftfilter, der eine Höchstgeschwindigkeit von bis zu 30 km/h erreichte. Das maximale Drehmoment lag bei 230 Nm bei 1600 Umdrehungen pro Minute.
Auf Wunsch konnte der Deutz-Schlepper ab 1976 als besondere Ausführung mit einer Komfort-Kabine bestellt werden. Ab 1978 wurde die Lackierung des Schleppers auf einen schwarzblauen Rumpf und silberne Felgen umgestellt.